# Шоуто на Кливланд
„Шоуто на Кливланд“ (на английски: The Cleveland Show) е американски анимационен сериал. Създаден е от Сет Макфарлън. Излъчва се от 27 септември 2009 г. до днес по Fox. През 2012 г. FOX съобщават, че може би ще има пети сезон.

## Сюжет
Внимание:  Текстът по-долу разкрива сюжета на произведението (или части от него)!
В „Семейният тип“ Кливланд Браун разбира, че жена му Лорета, му изневерява. След това той се развежда с нея, взима сина си и отиват да живеят в Стулбенд, родното му място. Там той среща Дона – момичето, в което е влюбен още от училище. За жалост тя се е омъжила за друг и вече с него имат две деца (Ралло и Роберта). По-късно Дона се развежда и се омъжва за Кливланд. Често стават жертви на расизъм, защото са чернокожи.

## Герои
- Кливланд Браун – Той е чернокож и с наднормено тегло. Има два брака с Лорета (в Куахог, Роуд Айланд) и тийнейджърската си любов Дона (в Стулбенд, Вирджиния). Той има един биологичен син от брака си с Лорета, Кливланд Джуниър. В някой от епизодите работи различни професии- полицай, треньор по физическо, техник и т.н.
- Дона Тъбс-Браун – жената на Кливланд
- Кливланд Браун джуниър – синът на Кливланд
- Роберта Тъбс – дъщерята от предишен брак на Дона
- Ралло Тъбс – синът от предишен брак на Дона

## „Шоуто на Кливланд“ в България
В България сериалът започва излъчването си през 2011 г. по Кино Нова. Ролите се озвучават от артистите Даниела Йорданова, Йорданка Илова, Николай Николов, Васил Бинев и Георги Георгиев-Гого.